# Zell an der Pram
Zell an der Pram là một đô thị thuộc huyện Schärding thuộc bang Oberösterreich, Áo. Đô thị Zell an der Pram có diện tích 23,39 km², dân số thời điểm năm 2006 là 2013 người.